# Wien Spittelau
Wien Spittelau (niem: Bahnhof Wien Spittelau) – stacja kolejowa w Wiedniu, w dzielnicy Alsergrund, w Austrii. Znajduje się na Franz-Josefs-Bahn. Wraz z dwoma stacjami metra tworzy węzeł komunikacyjny. Jest obsługiwana przez pociągi linii S40 S-Bahn w Wiedniu.

## Linie kolejowe
- Franz-Josefs-Bahn